# Муренови
Муреновите (Muraenidae) са семейство змиоркоподобни риби, наброяващи около 200 почти изцяло морски вида.
Най-дребните екземпляри са от вида Anarchias leucurus и имат максимална дължина от 11,5 cm, докато най-дългите видове (Strophidon sathete) достигат до 4 метра. От гледна точка на теглото най-тежки са представителите на вида Gymnothorax javanicus, достигащи на дължина до 3 метра и имащи тегло около 30 кг.

## Класификация
Семейство Муренови
- Подсемейство Muraeninae Rafinesque, 1815
  - Род Diaphenchelys McCosker & Randall, 2007 – 1 вид
  - Род Echidna Forster, 1788 – 11 вида
  - Род Enchelycore Kaup, 1856 – 13 вида
  - Род Enchelynassa Kaup, 1855 – 1 вид
  - Род Gymnomuraena Lacepède, 1803 – 1 вид
  - Род Gymnothorax Bloch, 1795 – 125 вида
  - Род Monopenchelys Böhlke & McCosker, 1982 – 1 вид
  - Род Мурени (Muraena) Linnaeus, 1758 – 12 вида
  - Род Pseudechidna Bleeker, 1863 – 1 вид
  - Род Rhinomuraena Garman, 1888 – 1 вид
  - Род Strophidon McClelland, 1844 – 1 вид
- Подсемейство Uropterygiinae Fowler, 1925
  - Род Anarchias Jordan & Starks, 1906 – 11 вида
  - Род Channomuraena Richardson, 1848 – 2 вида
  - Род Cirrimaxilla Chen & Shao, 1995 – 1 вид
  - Род Scuticaria Jordan & Snyder, 1901 – 2 вида
  - Род Uropterygius Rüppell, 1838 – 20 вида

### Галерия
- Echidna nebulosa
- Enchelycore pardalis
- Gymnothorax fimbriatus
- Muraena helena
- Rhinomuraena quaesita